# Vladimir Vladimirovič Golicyn
Vladimir Vladimirovič Golicyn (in russo Владимир Владимирович Голицын?; Mosca, 27 febbraio 1947 – 26 marzo 2023) è stato un giurista russo. Il 1º ottobre 2008 è stato nominato membro del tribunale internazionale del diritto del mare, divenendone il presidente il 1º ottobre 2014 sino al 2 ottobre 2017.

## Biografia

### Formazione
Laureatosi nel 1970 presso l'istituto statale di relazioni internazionali di Mosca, nel 1988 ha conseguito un dottorato sulle scienze giuridiche presso l'accademia diplomatica del ministero degli affari esteri dell'URSS

### Attività professionale
Ha prestato la propria attività professionale, in qualità di accademico in diritto internazionale, presso la facoltà di diplomazia ed economia di Mosca, dal 1975 al 1981. Successivamente, è stato consulente presso il dipartimento specializzato nei trattati internazionali e questioni legali presso il ministero degli affari esteri dell'URSS. Ha rappresentato il proprio paese, sia come capo delegazione o come semplice membro, di varie delegazioni impegnate in organismi internazionali.

## Opere
- (RU) Antarktika : tendencii razvitija režima, Mosca, Mezhdunar, 1989, ISBN 5-7133-0046-3, OCLC 246541558.
- (EN)  Interrelation of the institutions under the Law of the Sea Convention with other international institutions. In:Davor Vidas, Willy Østreng (Hrsg.): Order for the oceans at the turn of the century, L'Aia, Kluwer Law Internat., 1999. ISBN 90-411-1173-5, S. 133.
- (EN)  Commentaries on articles 4–8 of the Statute of the International Court of Justice. In: A. Zimmermann, Ch. Tomuschat, K. Oellers-Frahm (Hrsg.): The Statute of the International Court of Justice : a commentary, Oxford, Oxford University Press, 2006. ISBN 978-0-19-926177-2.